# Янаул (Шушнурська сільська рада)
Янау́л (рос. Янаул, башк. Яңауыл) — присілок у складі Краснокамського району Башкортостану, Росія. Входить до складу Шушнурської сільської ради.
Населення — 7 осіб (2010; 8 у 2002).
Національний склад:
- башкири — 75 %